# Heinrich Toeplitz

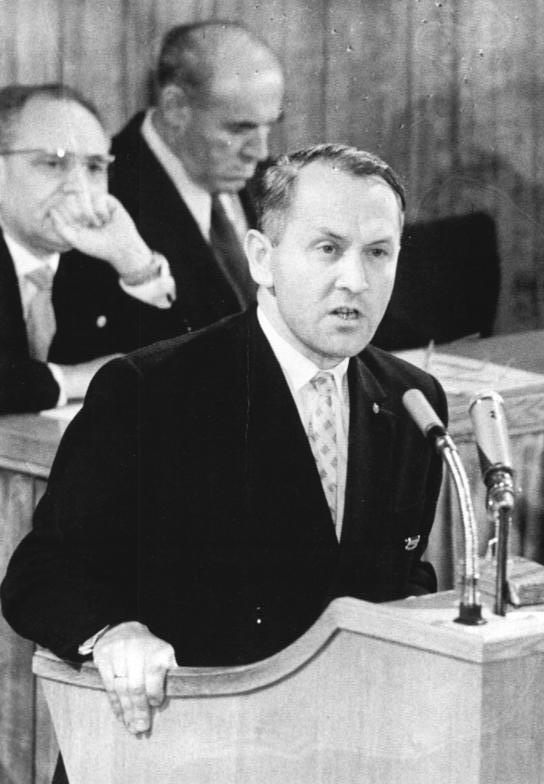
Heinrich Toeplitz (1960)

Heinrich Toeplitz (Berlijn, 5 juni 1914 - aldaar, 22 november 1998) was een president van het hooggerechtshof van de Duitse Democratische Republiek.
Heinrich Toeplitz was de zoon van een jurist. Nadat hij het gymnasium in Breslau had bezocht studeerde hij van 1932 tot 1936 rechten en staatsrecht aan de Universiteit van Leipzig. Van 1938 tot 1939 verbleef hij in het buitenland. Tijdens de Tweede Wereldoorlog (1939-1944) was Toeplitz werkzaam voor Organisation Fritz Todt. Van 1944 tot 1945 werkte hij als dwangarbeider in Frankrijk en Nederland. Na de oorlog keerde hij naar Duitsland terug en vestigde zich in Oost-Berlijn (1945). Van 1945 tot 1947 was hij ambtenaar bij het Berlijnse gerechtshof en later ook hulprechter. Van 1947 tot 1950 was hij hoofdambtenaar bij de magistraat van Groot-Berlijn.
In 1949 sloot Toeplitz zich aan bij de Oost-Duitse CDU en van 1950 tot 1960 was hij staatssecretaris van Justitie van de DDR. Van 1951 tot 1990 was hij lid van de Volkskammer. Vanaf 1952 was hij lid van de Politieke Commissie (scretariaat) van het Hoofdbestuur van de CDU en daarna tot 1989 lid van het Presidium van de CDU. Van 1953 tot 1990 was hij lid van het Anti-fascistisch Verzets Comité (later ook lid van het Presidium).
Van 1960 tot 1989 was hij president van het Hooggerechtshof van de DDR en sinds 1962 tevens president van de Oost-Duitse Juristenvereniging. In 1962 leidde Toeplitz het showproces tegen Harry Seidel, een vluchtelingenhelper die Oost-Duitsers hielp bij hun vlucht naar het Westen. Toeplitz veroordeelde Seidel tot levenslang vanwege het voorbereiden van een aanvalsoorlog. Deze veroordeling leidde internationaal tot verontwaardiging.
Van 1966 tot 1989 was Toeplitz vicevoorzitter van de CDU. Later was hij voorzitter van de Liga voor Volkerenvriendschap.
In 1990 werd hij uit de CDU gesloten en beschuldigd van ambtsmisbruik, schending van de rechtspraak en persoonlijke verrijking. Heinrich Toeplitz overleed in 1998.

## Gepubliceerd werk
- Oberst Gericht der DDR, höchstes Organ wahrhaft demokrat. Rechtssprechung (1970)

- Gemeinsame Normdatei: 125603096
- International Standard Name Identifier: 0000 0000 1460 8595
- Nationale Bibliotheek van Polen: a0000002601374
- Nederlandse Thesaurus van Auteursnamen: 159295793
- Système universitaire de documentation: 165778245
- Virtual International Authority File: 62515356
- WorldCat: E39PBJhRGQ7bRWQTdrw3hv46rq